# Musée national du Groenland
Le Musée national du Groenland est situé à Nuuk. C'est l'un des premiers musées du Groenland, inauguré dans le milieu des années 1960. Il est affilié au Musée national du Danemark. Le musée a de nombreux objets liés à l'archéologie, à l'histoire, à l'art, à l'artisanat et a également des informations sur les ruines, les cimetières et les bâtiments.